# ویلیام بل وایت
ویلیام بل وایت (انگلیسی: William Bell Wait؛ زاده ۲۵ مارس ۱۸۳۹ درگذشته ۲۵ اکتبر ۱۹۱۶) یک معلم نیویورکی بود که سیستم خط برای نابینایان را بهبود داد.